# リットン・ストレイチー

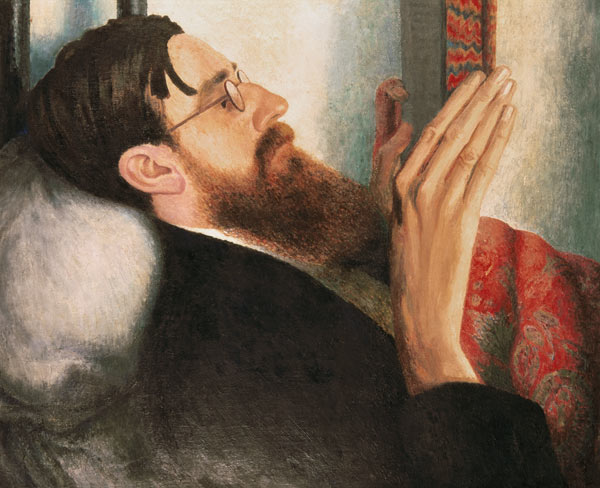
夫人が描いた肖像画

リットン・ストレイチー（英: Lytton Strachey, 1880年3月1日 - 1932年1月21日）は、イギリスの伝記作家で、批評家。

## 人物
ヴァージニア・ウルフやE・M・フォースター、J・M・ケインズらと共にブルームズベリー・グループの主要メンバーで、同性愛者であった。夫人ドーラ・キャリントンは女流画家で、肉体関係なき共同生活を送った。
同性愛をタブー視するなど偽善性が強かった（大英帝国全盛期の）ヴィクトリア朝の文学・思想・道徳を批判し、偶像破壊的な伝記叙述のスタイルを確立した。ナイチンゲール伝やヴィクトリア女王伝が著名で、後者は1921年にジェイムズ・テイト・ブラック記念賞「伝記部門」を受賞した。
詳細な伝記に『キャリントン』（マイケル・ホルロイド（Michael Holroyd）、中井京子訳、新潮文庫、1996年）がある（タイトルは夫人の伝記映画で、訳書は後半部のみ）。

## 親族
- 祖父：ヘンリー・ストレイチー - 政治家
- 父：リチャード・ストレイチー - 軍人

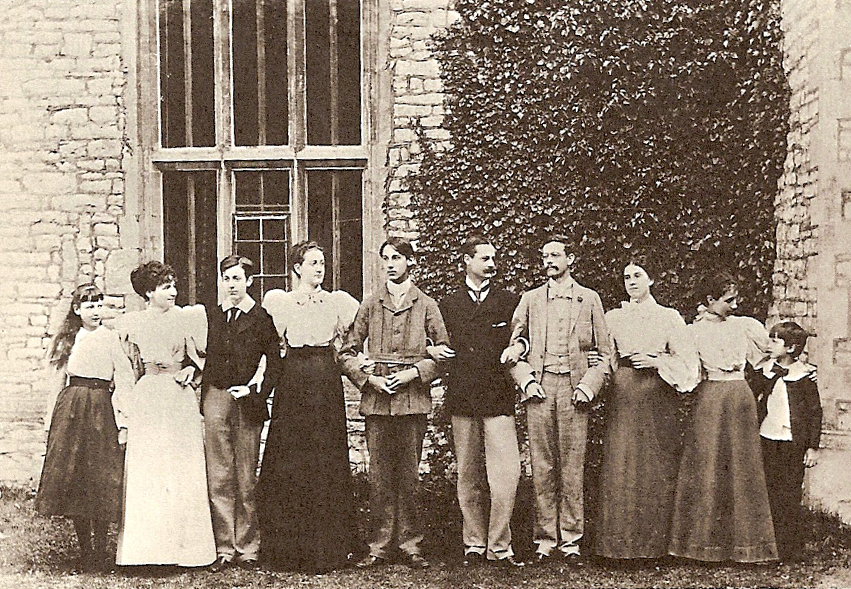
母とストレイチー家の子供たち。本人は、右から4人目

- 兄：オリヴァー・ストレイチー - 英国外務省官僚
- 兄の夫人：レイ・ストレイチー - 女権活動家、作家
- 姉：ドロシー・バッシー（Dorothy Bussy）- 作家
- 弟：ジェームズ・ストレイチー（James Strachey） - 精神分析家、フロイト全集の英訳を行った。訳書に『フロイト全著作解説』（人文書院、2005年）

## 訳書一覧
- 『フランス文学道しるべ』 片山正樹訳、筑摩叢書、1979年、再版1985年
- 『ヴィクトリア女王』 小川和夫訳、冨山房百科文庫、1981年、新版2019年

初刊版は角川文庫、1953年、筑摩書房「世界ノンフィクション全集18」で再刊
- 『エリザベスとエセックス　王冠と恋』 福田逸訳

中央公論社、1983年、中公文庫、1987年、改版1999年
- 『ナイティンゲール伝、他一篇』 橋口稔訳、岩波文庫、1993年
「ヴィクトリア朝」抄訳版で、他はトーマス・アーノルド博士伝（マシュー・アーノルドの父）
- 『てのひらの肖像画』 中野康司訳、みすず書房、1999年 - 小列伝集
- 『ヴィクトリア朝偉人伝』 中野康司訳、みすず書房、2008年 - 初の完訳版
マニング枢機卿（Henry Manning）、ナイチンゲール、アーノルド、チャールズ・ゴードン将軍の4名。

以下は大半が戦前期の訳書で、「片岡訳」以外は入手困難。
- 岩崎民平訳 『ナィティンゲール評伝』 実業之日本社、1939年
- 平田禿木訳 『ゴルドン将軍の死』 アルス、1940年
- 亀井常蔵訳補 『フロレンス・ナイチンゲール』 青木書店、1940年
- 片岡鉄兵訳 『エリザベスとエセックス』 富士出版社、1941年
凡書房、1958年、他に平凡社・角川書店の「伝記シリーズ」で再刊
- 坂下昇訳 『ヴィクトリア女王』 三邦出版社、1941年
- 堀大司訳 『ゴードン将軍の最期』 白水社、1941年。詳細な訳注
- 山上正太郎訳 『小さき肖像畫 傳記文學集』 地平社、1943年
- 日高直矢訳 『ヴィクトリア朝時代の秀れた人々』 福村書店、1950年
※ゴードン将軍、ナイチンゲールのみを訳